# 雅德乡
雅德乡，是中华人民共和国四川省甘孜藏族自治州炉霍县下辖的一个乡镇级行政单位。

## 行政区划
雅德乡下辖以下地区：
邓达村、昌达村、然柳村、格鲁村、瓦角村、降达村、小安批村、康古村、须须村、交纳村、固理村、晏尔龙村、布麦贡村和扎达贡村。

## 中国传统村落
2013年8月，然柳村被评为第二批中国传统村落。